# Ésta es su vida
Ésta es su vidava ser un programa emès per Televisió Espanyola.

## Història
Sobre la idea del programa de televisió estatunidenc This is your life, de Ralph Edwards. El programa va començar a emetre's el 3 d'octubre de 1962 (espai dedicat a Josep Samitier), presentat pel periodista Federico Gallo Lacárcel, amb direcció d'Eugenio Pena Leira i guions de Manuel del Arco i José Felipe Vila-San Juan. El programa va finalitzar el 30 de juny de 1968 després de 147 emissions.
25 anys després, el 17 de juny de 1993 va començar una nova etapa conduïda per Ricardo Fernández Deu (en un programa dedicat a Ladislao Kubala), encara que sense aconseguir la popularitat i l'èxit reeixits en la dècada dels seixanta.

## Format
L'espai se centrava en realitzar un recorregut per la vida d'un personatge popular, present en el plató, aportant informació inèdita sobre la seva biografia i amb la presència de convidats que en algun moment o un altre haguessin tingut relació amb l'homenatjat.
El programa apel·lava constantment al sentimentalisme, recreant-se en les a vegades intenses emocions experimentades pel personatge que hi sortien, en retrobar-se amb persones amb les quals havia mantingut algun tipus de relació professional o personal en el passat.

## Convidats
Entre els convidats homenatjats en el plató de Ésta es su vida figuren: Mariemma, Alberto Closas, Vicente Trueba, Miguel Ligero Rodríguez, Federico Martín Bahamontes, Guadalupe Muñoz Sampedro, Benito Perojo González, Manuel Santana, Antonio Mingote, José Luis Ozores Puchol, Alfonso Sánchez, Julia Gutiérrez Caba, Camilo José Cela, Pastora Imperio, Ricardo Zamora, Carmen Amaya, Pinito del Oro, Salvador Dalí, Imperio Argentina, Narciso Yepes, Joan Miró, José Camón Aznar, Antoni Tàpies, Victoria de los Ángeles, Rafael Rivelles, Fernando Rey, Alfredo Mayo i Nicanor Zabaleta.

## Versió xilena
Entre 1965 i 1966 es va realitzar a Xile una versió del programa espanyol. Era emès per Canal 9 (pertanyent a la Universitat de Xile) i era conduït per Enrique Bravo Menadier.